# Nachtigaldenkmal

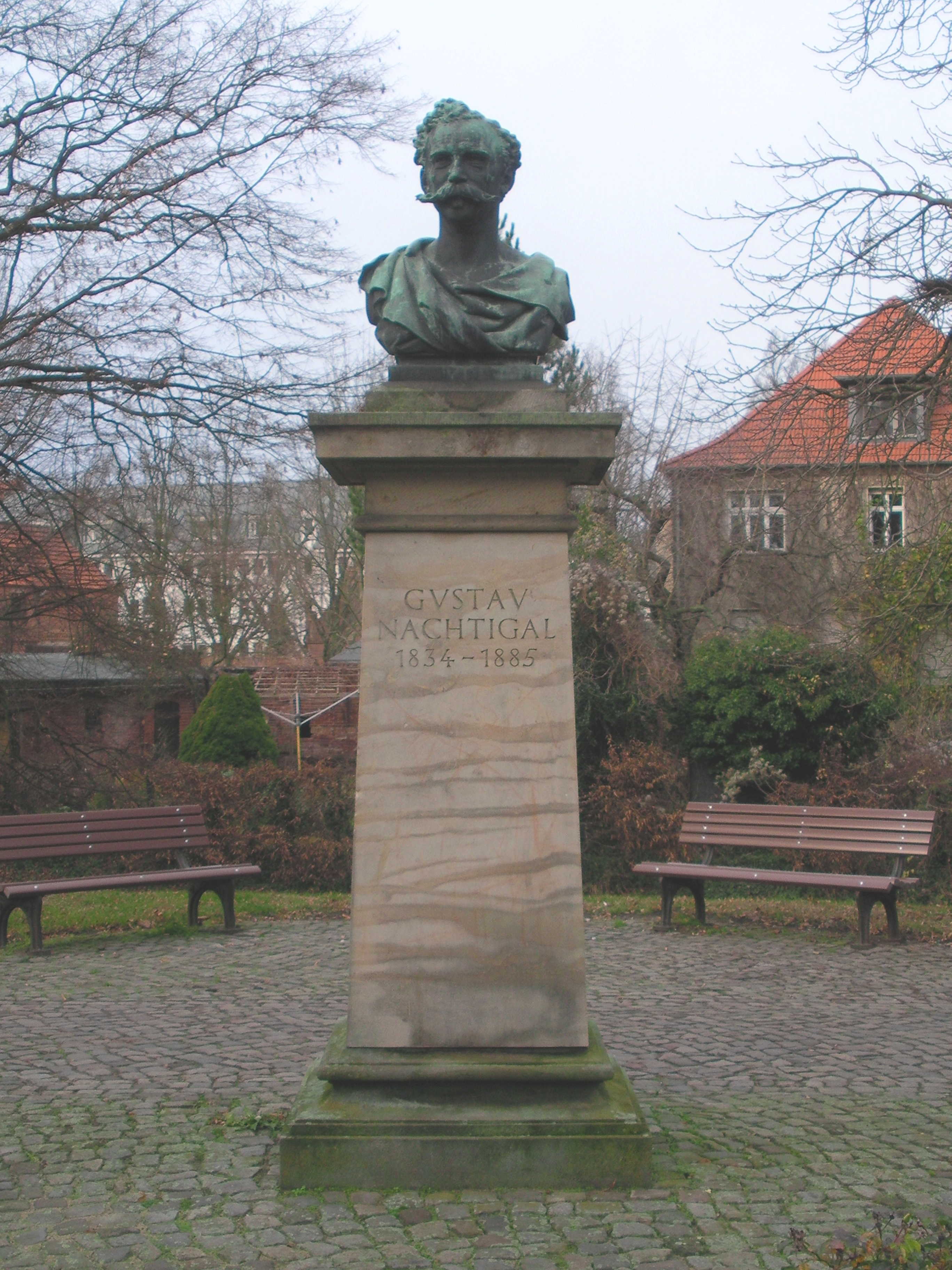
Nachtigal-Denkmal in Stendal

Das Nachtigaldenkmal ist ein Denkmal in der altmärkischen Stadt Stendal für den Afrikaforscher und Beamten im auswärtigen Dienst des deutschen Kaiserreichs Gustav Nachtigal.

## Geschichte
Das Denkmal wurde 1891 vom Berliner Bildhauer Richard Anders geschaffen und am 28. Juni 1891 eingeweiht. Die Planung und Spendensammlung begann bereits im Todesjahr 1885. Sein repräsentativer Aufstellungsort befindet sich am Nachtigalplatz zwischen Tangermünder Tor, Bahnhofstraße und Grabenstraße nahe der Uchte. Dieser Platz wurde anlässlich des 100. Geburtstags im Jahr 1934 nach Nachtigal benannt. Nach der Umbenennung des Platzes in Leninplatz im Jahr 1969 wurde auch das Denkmal abgebaut und im Museum eingelagert. Es wurde erst am 22. Dezember 1991 wieder aufgestellt.

## Rezeption
Im Kaiserreich wurde das Denkmal auf Ansichtskarten als eine der Sehenswürdigkeiten der Stadt dargestellt. Im Dritten Reich wurden mehrere Straßen in Stendal nach Nachtigal benannt. In der DDR wurde das Denkmal aufgrund der kolonialen Vergangenheit Nachtigals für mehrere Jahrzehnte nicht im öffentlichen Raum präsentiert. In seiner Nähe wurde stattdessen 1977 ein Lenindenkmal errichtet, das nach der Wende 1991 abgebaut wurde.
Spätestens seit 2018 gab es wiederholt Diskurse über das Denkmal. Erneut wurde umfassend Kritik an der kolonialen Vergangenheit des namensgebenden Gustav Nachtigal geübt. Gegen Forderungen nach einem Abbau des Denkmals oder der Umbenennung des Platzes oder der Dr.-Gustav-Nachtigal-Straße in Stendal-Stadtsee verwahrte sich die Stadt mit dem Hinweis darauf, dass dies nicht mehrheitsfähig sei. Bis zum Jahr 2024 wurde das Denkmal wiederholt Opfer von Vandalismus: Das Postament wurde im Juli 2020 an mehreren Seiten mit roter Farbe übergossen und im Dezember 2023 mit Kritzeleien versehen. Schließlich wurde die Büste im Dezember 2024 gestohlen.

## Denkmal
Die Büste auf einem Postament steht unter Denkmalschutz und ist im Denkmalverzeichnis des Landes Sachsen-Anhalt mit der Erfassungsnummer 094 18057 eingetragen. Das Denkmal ist insgesamt fast vier Meter hoch, die Büste eineinhalbfache Lebensgröße. Das Postament wurde aus Sandstein geschaffen, die Büste aus Bronze. Weitergehende Pläne mussten aus finanziellen Gründern verworfen werden.